# Lykan HyperSport
Lykan Hypersport是由成立於2012年的阿联酋公司W Motors所限量生產的一款超级跑車，由黎巴嫩和意大利工程师合作创办。是中東地區所生產的第一款超級跑車。不过，其车身、底盘和发动机均在德国生产，并在意大利组装完成。 W Motors計劃只生產7台車。 第一輛預先生產的Lykan HyperSport於2013年11月的杜拜國際汽車展推出。
该车的生产总量仅限于七辆。首辆预生产版Lykan HyperSport于2013年2月在卡塔尔车展上首次向公众亮相。

## 世界上最貴的車
要價340萬美元的Lykan HyperSport是全世界第三貴的車，僅次於非常稀少的藍寶堅尼 Veneno（450萬美元）、和唯一一輛的邁巴赫 Exelero （800萬美元）。Lykan Hypersport的價格比布加迪威龍Supersport還高出100萬美元，因此它擁有世上最昂貴的量產車頭銜。
這款車的價格昂貴的原因是其包含的選配。這是第一輛在大燈附有鑽石的車，前燈是由鈦光LED用220顆鑽石（15克拉）所組成的。
買家可以選擇他們想要嵌入大燈其中紅寶石和鑽石。此外，客戶可以在一系列的紅寶石、鑽石、黃色鑽石或藍寶石之間做選擇用在車輛上。

## 性能
Lykan HyperSport搭載了由保時捷提供的六缸雙渦輪增壓引擎（3746毫升），輸出馬力最大可達552 kW（740 bhp；751 PS）和 960 N·m（98 kg·m）的峰值扭力。 這輛車聲稱的最高速度有385 km/h（239 mph）和0至100 km/h（0至62 mph） 的加速時間僅需要2.8秒。

## 电影版
一辆 Lykan HyperSport 出现在电影速度与激情7中。该片的汽车协调员丹尼斯·麦卡锡在一次采访中解释说，影片中使用的 Lykan HyperSport 并非量产车型，而是由 W Motors 专为电影定制的。这些车辆使用相同的模具制造，但采用了更便宜的材料（如玻璃纤维替代碳纤维）以及更简化的底盘。在为电影制作的十辆车中，有一辆被送回 W Motors，并陈列在其展厅中，其余九辆在拍摄过程中被销毁。

## 外部連結
- W Motors Hypersport官方網站